# FuPa
FuPa – das regionale Fußballportal (ehemals als Akronym für Fußball Passau) ist ein deutsches Internetportal, das sich der Berichterstattung aus den deutschen Amateurklassen widmet. Ursprünglich wurde über die vier niederbayerischen Fußballkreise Passau, Bayerwald, Straubing und Landshut berichtet. Mittlerweile (Stand: März 2020) umfasst die redaktionelle Betreuung sämtliche Fußballverbände bundesweit sowie das Großherzogtum Luxemburg und die Schweizer Fußballregion Zürich als erste beiden ausländische Regionen. Gegründet wurde das Portal im Jahre 2006 von dem Hobbyfußballspieler Michael Wagner. Betreiber ist die FuPa GmbH mit Sitz Fürstenstein.

## Geschichte
Wagner gründete als 16-jähriger Schüler sein Internetprojekt für den Fußballkreis Passau. Er wollte die wichtigsten Nachrichten an einer Stelle sammeln und jedermann zugänglich machen. Grundlage dafür sollte die Eigeninitiative der Vereine bilden, die praktisch selbst für die Berichterstattung und die Datenpflege sorgen. Das Angebot von FuPa sollte eine interaktive Berichterstattung über die Amateurligen, Informationen über die Vereine, die aktuellen Tabellenstände und Spielertransfers umfassen. Mit einer zunehmenden Zahl an Nutzern und freiwilligen Autoren konnte die Berichterstattung schließlich auf ganz Niederbayern ausgeweitet werden.
Mit aktuellen Statistiken, Livetickern, Fotogalerien und Spielberichten sind die Mannschaften aller nationalen Wettbewerbe im Blickpunkt. Dabei kann jeder kostenlos mitmachen. Bereits mehr als 67.000 Vereinsverwalter (Stand: Januar 2019) nutzen die FuPa-Features für die Vereinsarbeit.
Im Jahre 2009 wurde die FuPa GmbH gegründet.
Im Folgejahr übernahm FuPa die Seite bayliga.de, in der besonders die Bayernliga sowie die drei bayerischen Landesligen Beachtung fanden. Am 20. Januar 2011 erweiterte man in enger Zusammenarbeit mit der Hierl & Müller GbR aus Straubing die Berichterstattung um den Fußballbezirk Oberpfalz.
2011 wurde eine Kooperation mit der Wochenblatt Verlagsgruppe in Landshut für Sportnachrichten abgeschlossen.
Im Jahr 2012 begann FuPa eine Offensive in Nordrhein-Westfalen. In Kooperation mit RP online, einem der größten regionalen Nachrichtenportale Deutschlands, wurde FuPa Niederrhein gestartet. Beinahe parallel dazu ging auch FuPa Sachsen-Anhalt ans Netz. Nach FuPa-Angaben bescherte der Zusammenschluss dem Portal bereits gute Reichweitenentwicklungen. Ab der 2. Jahreshälfte 2012 kam auch noch Nordhessen hinzu.
2013 schlossen sich weitere Verlage an, 15 neue Gebiete kamen zur „FuPa-Familie“ hinzu. Im September 2013 waren bereits mehr als 30.000 registrierte Seitenbenutzer, sogenannte FuPaner, aktiv. Im Januar 2019 waren bereits mehr als 222.117 FuPaner registriert.
Im Mai 2014 wurde eine mobile Version von fupa.net veröffentlicht. Nach einer Testphase wurde jeder Besucher mit einem mobilen Endgerät auf die mobile Version der Webseite umgeleitet. FuPa legte bei der Entwicklung besonderen Wert auf kurze Ladezeiten, kleine Datenpakete und eine intuitive Grundlogik der Navigation. Zeitgleich wurde mit „meinFupa“ ein personalisiertes System für den einzelnen User eingeführt. Bei „meinFupa“ kann sich jeder Nutzer einen eigenen Nachrichtenkanal (News) zusammenstellen, indem er zum Beispiel Spieler, Vereine oder Ligen favorisiert (fupanisiert).
Am 1. Juli 2014 führte FuPa mit einem Prämiensystem für angemeldete FuPaner ein. Für Liveticker und Galerien erhalten Nutzer Punkte, die für unterschiedliche Prämien eingelöst werden können. Darunter befinden sich diverse vom niederländischen Sportartikelhersteller Stanno, der die FuPa GmbH ausrüstet, bereitgestellte Gegenstände.
Seit Januar 2020 vermarktet 7Sports, ein Unternehmen der ProSiebenSat.1 Group, die Werbung von FuPa zusammen mit seinem eigenen Angebot YouSports, 11+Media (Kick.tv) und dem Vereinsnetzwerk Anschlusstor.

## Zahlen & Reichweite
Aktuell (Stand: März 2020) beschäftigt die FuPa GmbH in Fürstenstein, deren Geschäftsführer Michael Wagner und Sebastian Ziegert sind, 18 Mitarbeiter und arbeitet mit rund 35 Partnern deutschlandweit zusammen. Das Fußballportal FuPa.net verzeichnete im Jahr 2019 insgesamt 163,5 198,1 Mio. Besuche (visits) bei 1,44 Mrd. Klicks. Der bisherige Tagesrekord (Stand: Januar 2019) liegt bei 1,07 Mio. Besuchen (visits) und 10,1 Mio. Klicks am Sonntag, den 9. September 2018. Am 27. Oktober 2024 konnte der Tagesrekord bei den Besuchen (visits) nahezu verdoppelt werden (2.002.335 Besuche).
Für 2017 wurde der Jahresumsatz von FuPA auf rund 2 Mio. Euro geschätzt und ab 2014 wurden Gewinne erwirtschaftet.

## Auszeichnungen
Am 30. Juni 2010 wurde das Projekt mit dem Grimme Online Award in der Kategorie Information ausgezeichnet.